# Amenan Koffi
Amenan Koffi (født 5. oktober 1978) er en ivoriansk håndboldmålmand. Hun spiller på Elfenbenskystens håndboldlandshold, og deltog under VM 2011 i Brasilien.